# Rondsporige heidesatijnzwam
De rondsporige heidesatijnzwam (Entoloma defibulatum) is een schimmel behorend tot de familie Entolomataceae. Hij leeft saprotroof, in humus van heischrale (duin)graslanden op matig vochtige bodem.

## Kenmerken

### Uiterlijke kenmerken
Hoed
De hoed heeft een diameter van 19-21 mm. De vorm is aanvankelijk conisch-klokvormig en later afgeplat zonder papil. De rand is recht, enigszins golvend met de leeftijd en soms splijt de rand. De hoed is hygrofaan. In vochtige omstandigheden is het donker grijs-bruin, lichter naar de rand toe, donker doorschijnend gestreept tot het midden. Bij het drogen wordt deze aanzienlijk lichter tot bruin-grijs en ondoorzichtig.
Lamellen
De lamellen zijn matig ver uit elkaar geplaatst, smal aangehecht tot bijna vrij, buikig, tot 4 mm breed, eerst bleek grijs-bruin en later rozeachtig gekleurd, vooral in de buurt van de rand. 
Steel
De steel is recht, cilindrisch, 28-40 × 2 mm, donker grijsbruin, fijn gestreept onder een vergrootglas, met een wit tomentose basis en soms fijn berijpte top. 
Vlees
Het vlees in de hoed is dun en heeft dezelfde kleur als het oppervlak, terwijl het vlees in de steel kraakbeenachtig is, hyaliene en grijs-bruin. 
Geur en smaak
De geur en smaak zijn komkommerachtig of meelachtig-bedorven

### Microscopische kenmerken
De sporen zijn afgerond-hoekig in zijaanzicht, subglobulair tot breed ellipsoïde van vorm en meten (6,5-) 6,7-7,9 (-8,1) × (5,3-)5,6-6,8(-7,0) µm. De basidia zijn breed knotsvormig, 4-sporig en meten meten 28,3-34,8(-37,7) × 7,7-10,2 µm. Er zijn geen cystiden aanwezig. De hyfen in de hymenoforale trama zijn (sub)regelmatig, met elementen van 170-320 × 7,5-16(-20) micrometer, cilindrisch, gemengd met smalle verbindende hyfen. De pileipellis is een slecht gedifferentieerde cutis van (2,8—)5—12(-15) micrometer brede, cilindrische, kruipende hyfen. De pileitrama is regelmatig, met elementen van 159-269 × 10-21(-25) micrometer, cilindrisch tot opgezwollen, gemengd met smalle, cilindrische verbindende hyfen. Er zijn twee soorten pigmenten: membranale pigmentatie die de hyfen van de pileipellis en pileitrama sterk bedekt, vooral de smalle hyfen van de pileipellis en de verbindende hyfen in de pileitrama, en intracellulaire-granulaire pigmentatie in grote klonten.

## Verspreiding
In Nederland komt de rondsporige heidesatijnzwam vrij zeldzaam voor. Hij staat op de rode lijst in de categorie Gevoelig.